# Willi Stoph

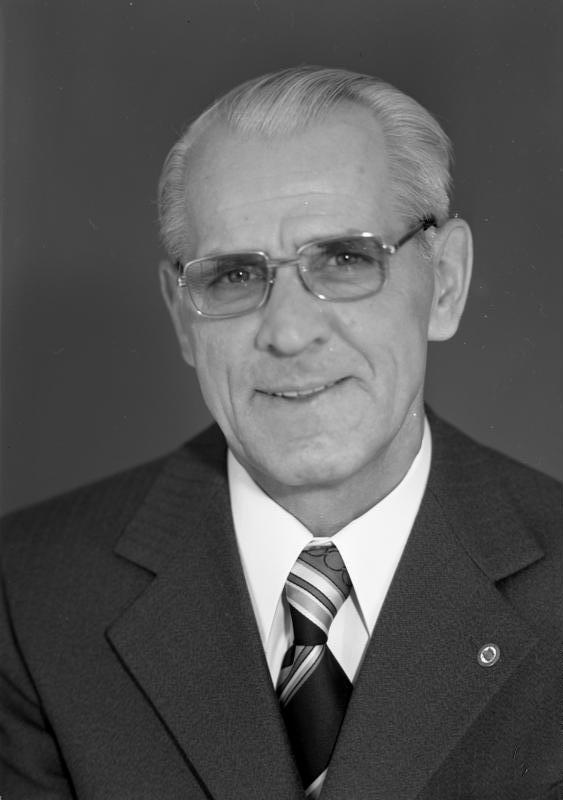
Willi Stoph (1976)

Willi Stoph (* 9. Juli 1914 in Berlin-Schöneberg; † 13. April 1999 in Berlin) war ein deutscher Politiker der DDR, der ab 1953 dem Politbüro der SED angehörte.
Von 1952 bis 1955 war er Innen- und von 1955 bis 1960 Verteidigungsminister. Als die westdeutsche Presse im Mai 1960 die von Stoph in der NS-Zeit publizierten Lobreden auf den Nationalsozialismus enthüllte, wurde er als Verteidigungsminister abgesetzt, blieb aber stellvertretender Ministerpräsident.
Von 1964 bis 1973 war er Vorsitzender des Ministerrates der DDR, dann bis 1976 als Vorsitzender des Staatsrats das Staatsoberhaupt der DDR und anschließend bis Herbst 1989 erneut Vorsitzender des Ministerrates.
Von Dezember 1989 bis Februar 1990 wurde er wegen Amtsmissbrauchs erstmals inhaftiert. Ab Mai 1991 saß er wegen der Tötungen an der innerdeutschen Grenze 15 Monate in Untersuchungshaft, bis das Verfahren wegen Verhandlungsunfähigkeit im August 1993 eingestellt wurde.

## Biografie

### Kindheit, Ausbildung, Ehen
Willi Stoph wurde am 9. Juli 1914 in Berlin-Schöneberg in eine Arbeiterfamilie hineingeboren. Sein älterer Bruder war Kurt Stoph. Ihr Vater fiel 1915 im Ersten Weltkrieg.
Nach Besuch der Volksschule von 1920 bis 1928 absolvierte er während der Wirtschaftskrise in Berlin eine dreijährige Maurerlehre, die er mit der Gesellenprüfung abschloss. Nach der Lehrzeit war er, abgesehen von Kurzzeitbeschäftigungen als Maurer und Gelegenheitsarbeiter, bis 1934 arbeitslos. Eigenen Angaben zufolge will Stoph Mitglied des Kommunistischen Jugendverbandes Deutschlands (KJVD) in verschiedenen Funktionen gewesen sein. 1931 erfolgte sein Eintritt in die Kommunistische Partei Deutschlands (KPD), anschließend war er im parteieigenen Geheimapparat (Antimilitärischer Apparat) aktiv. Ende der 1930er Jahre qualifizierte er sich durch ein Fernstudium zum Bautechniker.
Am 2. April 1938 heiratete er Marianne Wiegank. Die Ehe wurde 1947 geschieden, seine geschiedene Frau zog nach West-Berlin. Wenige Monate später heiratete er seine Sekretärin, mit der er vier Kinder hatte.

### Laufbahn bei der Wehrmacht und Unteroffizier im Zweiten Weltkrieg
Stoph gehörte von 1935 bis 1945 fast durchweg der deutschen Wehrmacht an. Im Oktober 1935 wurde er zum brandenburgischen Artillerieregiment einberufen und 1937 zum Oberkanonier befördert. Im Zweiten Weltkrieg wurde Stoph am 17. Februar 1940 als Kraftfahrer zum Artillerieregiment 93 eingezogen. Im selben Jahr wurde er zum Gefreiten befördert. 1941 versetzte man ihn von der Bretagne an die Ostfront. 1942 erkrankte er als Obergefreiter an Ruhr und Gelbsucht. 1943 wurde er Stabsgefreiter und wurde erneut gelbsüchtig, weshalb man ihn als frontuntauglich zum Ersatztruppenteil nach Frankfurt (Oder) abkommandierte, wo er wegen einer attestierten Herzmuskelschwäche bis 1944 blieb. 1944/45 absolvierte er einen mehrwöchigen Unteroffizierslehrgang. Im Februar 1945 wurde er Unteroffizier. Er wurde mit dem Eisernen Kreuz II. Klasse ausgezeichnet. Am 21. April 1945 desertierte er und ließ sich von Rotarmisten verhaften, die ihn nach kurzer Kriegsgefangenschaft in den Lagern Wriezen und Küstrin Mitte Juli wieder entließen. 14 Tage später wurde er erneut KPD-Mitglied. 1960 wurde ein von Stoph 20 Jahre zuvor in einer Architektur-Fachzeitschrift veröffentlichter Artikel bekannt, in dem er von Hitlers Geburtstagsparade schwärmte und den volksgemeinschaftlichen Geist militärischer Manöver lobte.

### Politische Karriere in der DDR

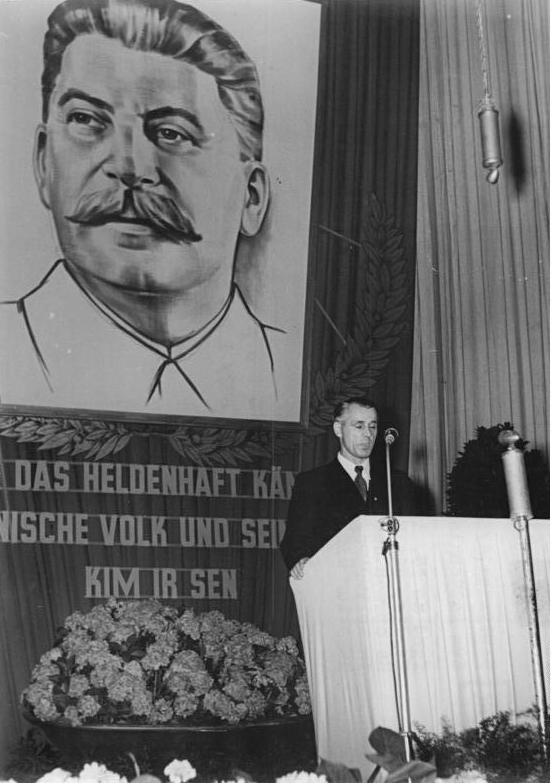
Stoph beim Festakt zum Nationalfeiertag der Volksrepublik Korea, Ost-Berlin 1952

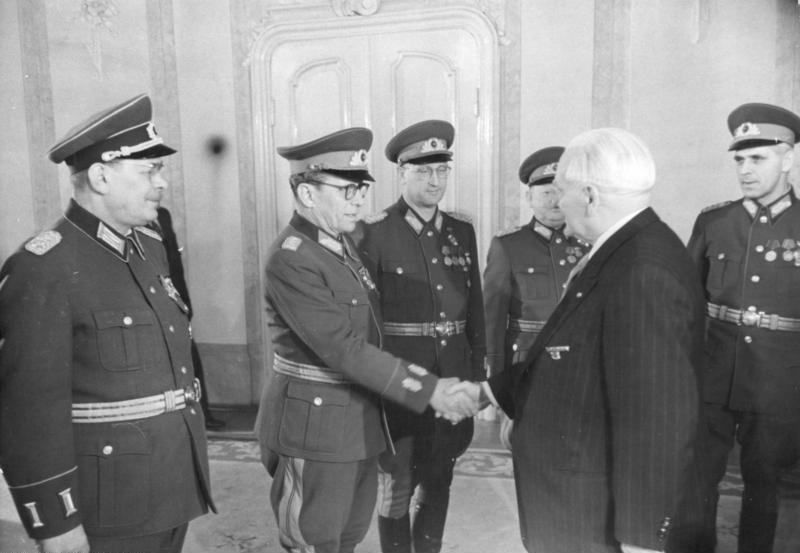
Stoph (rechts) in Uniform als Generaloberst der NVA 1957

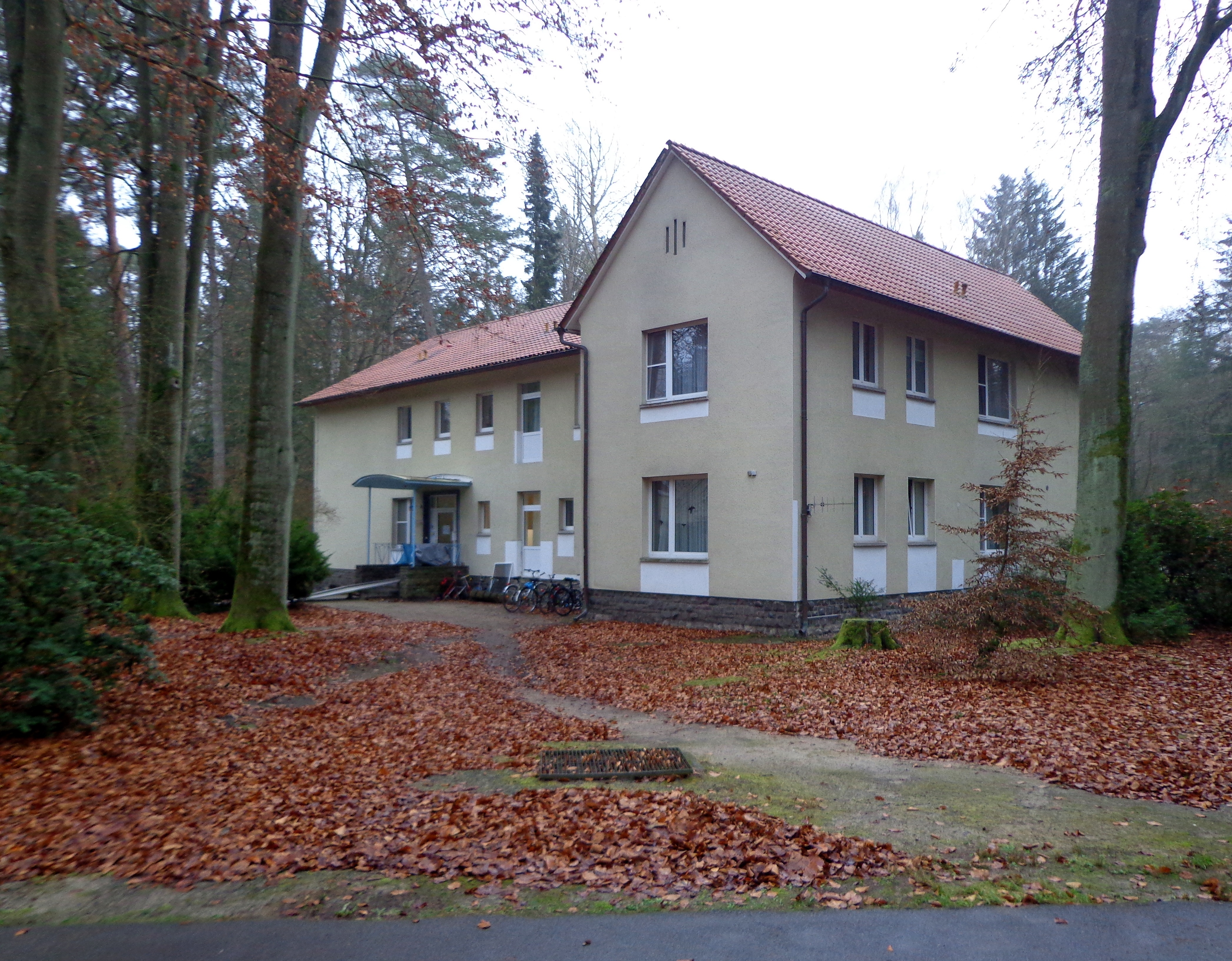
Waldsiedlung Wandlitz, das einst von Stoph, zuvor von Otto Grotewohl bewohnte "Haus 1"

Nach seiner Laufbahn bei der Wehrmacht betrieb Stoph 1946 seine Anerkennung als Opfer des Faschismus (OdF). Seine diesbezügliche Anfrage an den OdF-Ausschuss beim Amt für Sozialwesen des Bezirksamtes Weißensee wurde abschlägig entschieden, weil Stoph sich in Widersprüche verstrickte und er keine glaubwürdigen Zeugen für die von ihm behauptete illegale Widerstandstätigkeit gegen das NS-Regime nennen konnte. Als das Ministerium für Staatssicherheit (MfS) recherchierte, warum Stoph 1958 trotzdem die Medaille für Kämpfer gegen den Faschismus 1933 bis 1945 verliehen bekommen hatte, stellte sich heraus, dass seine Handakte im Berliner Magistrat weder seinen Lebenslauf noch den obligatorischen Fragebogen zur Anerkennung als Verfolgter des Naziregimes (VdN) enthielt. 1984 verzichtete die SED-Propaganda darauf, ihn anlässlich seines 70. Geburtstages als Widerstandskämpfer zu feiern.
1948 wurde Stoph Leiter der Abteilung Wirtschaftspolitik beim SED-Parteivorstand. 1950 wurde er ins Sekretariat des Zentralkomitees (ZK) der SED berufen und Abgeordneter der Volkskammer. Nach dem Volksaufstand am 17. Juni 1953 stieg er ins Politbüro des ZK der SED auf.
Von 1950 bis 1952 war Stoph Vorsitzender des Wirtschaftsausschusses der Volkskammer und Leiter des Büros für Wirtschaftsfragen beim Ministerrat der DDR.
Von Mai 1952 bis Juni 1955 war Stoph Minister des Innern und von 1954 bis 1962 stellvertretender Vorsitzender des Ministerrates. Nach dem Tode von Otto Grotewohl am 21. September 1964 wurde Stoph am 24. September 1964 von der Volkskammer zu dessen Nachfolger als einer der Stellvertreter des Vorsitzenden des Staatsrates der DDR gewählt. Diesem Gremium gehörte er bis zu seiner offiziellen Abberufung am 17. November 1989 an.
Von 1955 bis 1960 war Stoph Minister für Nationale Verteidigung. Durch dieses Amt wurde er 1955 Generaloberst und 1959 Armeegeneral. Als die westdeutsche Presse 1960 Stophs Elogen aus der Zeit des Nationalsozialismus enthüllte, deren Authentizität dieser nicht abstreiten konnte, beschlossen Honecker und Ulbricht seinen Abgang aus dem Verteidigungsministerium. Stoph blieb aber stellvertretender Ministerpräsident und wurde mit der „allseitigen Koordinierung und Kontrolle der Durchführung der Beschlüsse des ZK und des Ministerrates“ beauftragt. Als sich Otto Grotewohls Gesundheitszustand verschlechterte, wurde Stoph 1962 erster Stellvertreter und nach dessen Tod 1964 sein Nachfolger als Ministerpräsident, jetzt mit dem Titel Vorsitzender des Ministerrats.

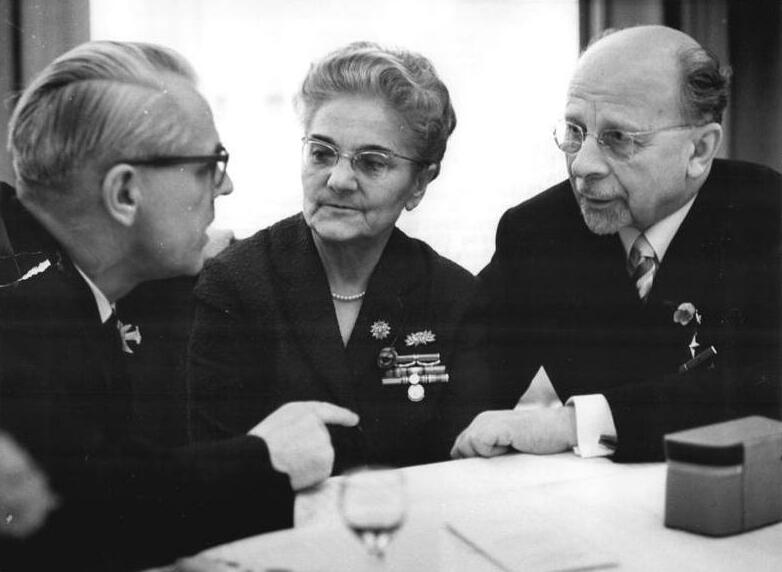
Willi Stoph im Gespräch mit Lotte Ulbricht und Walter Ulbricht (1967)

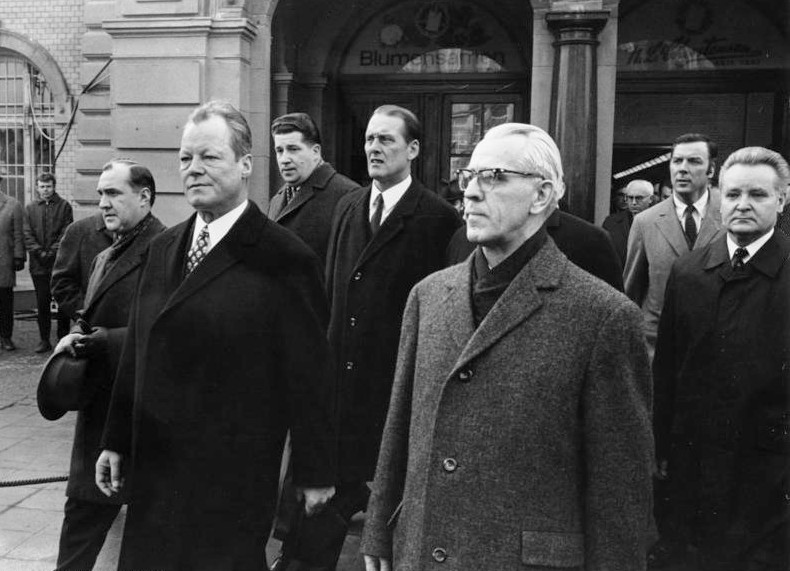
Treffen mit Willy Brandt am 19. März 1970 in Erfurt

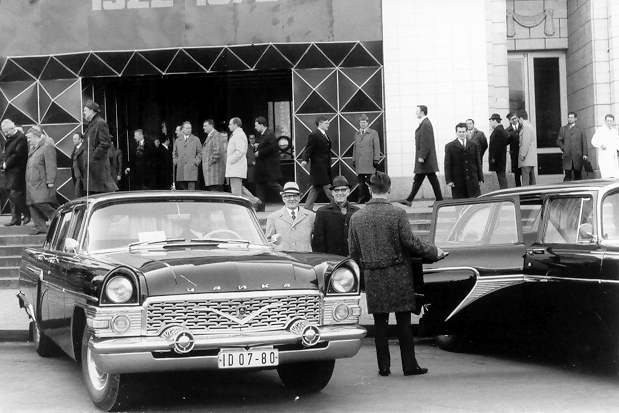
Erich Honecker und Willi Stoph neben ihren GAZ-13 Tschaika auf der Leipziger Frühjahrsmesse 1972

1970 traf er sich mit Bundeskanzler Willy Brandt in Erfurt (Erfurter Gipfeltreffen) und Kassel (Gipfeltreffen in Kassel 1970) zu zwei deutschen Gipfeln, die die Entspannungspolitik einläuteten. Nach dem Tod Walter Ulbrichts 1973 wurde Stoph Staatsratsvorsitzender und somit protokollarisch DDR-Staatsoberhaupt. 1976 musste Stoph seinen Posten an Erich Honecker abtreten, unter dessen Amtsführung er an Einfluss verlor. Stoph wurde wieder Vorsitzender des Ministerrates und stellvertretender Vorsitzender des Staatsrats.
Nach Ansicht des Zeithistorikers Ulrich Mählert war Stoph ein „Reformbremser“, der zu den Breschnew-hörigen Kräften gehörte.

### Politisches Ende nach der Wende in der DDR

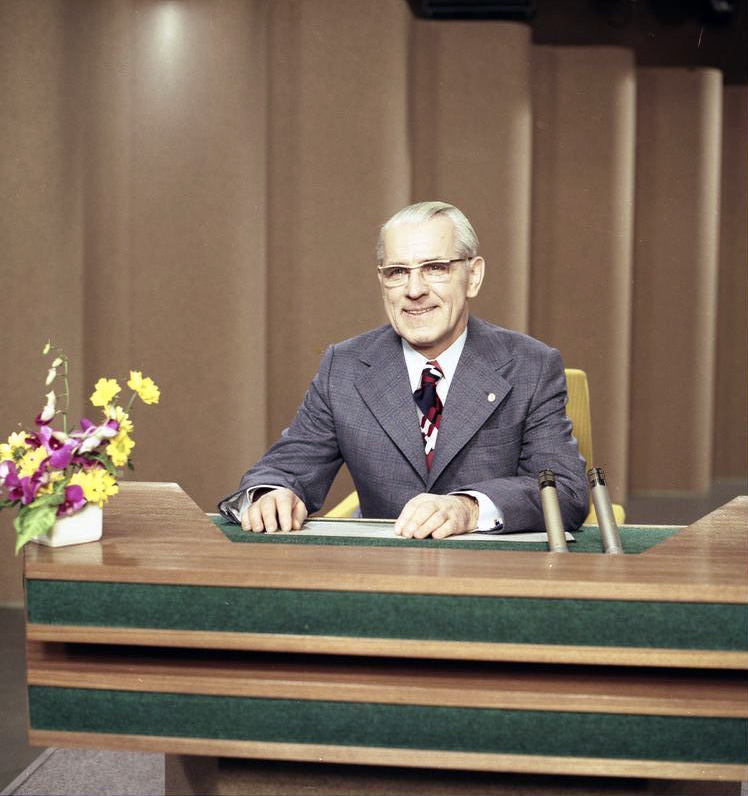
Neujahrsansprache 1974

Am Dienstag, 17. Oktober 1989 beantragte Stoph im Politbüro, Honecker von seiner Funktion als Generalsekretär zu entbinden. Er gehörte im September/Oktober 1989 zum Personenkreis, der die Absetzung von Erich Honecker, nach einigen für die DDR schwerwiegenden Schritten in dieser Zeit, plante. Stoph trat am 7. November gemeinsam mit der gesamten Regierung der DDR zurück.
Bis zur Neubildung der Regierung unter dem vorigen SED-Bezirkschef von Dresden, Hans Modrow, blieb Stoph geschäftsführend im Amt. Er bekannte vor der Volkskammer, dass der Ministerrat seine politische Verantwortung gemäß der Verfassung nicht wahrgenommen habe. Am 8. November trat das gesamte Politbüro des ZK der SED (damit auch Stoph) zurück. Am 17. November wurde Stoph als Mitglied des Staatsrates abberufen und verlor sein Volkskammermandat. Am 3. Dezember wurde er durch das ZK der SED aus der Partei ausgeschlossen.

### Bekanntwerden der Privilegienwirtschaft Stophs
Nach der friedlichen Revolution in der DDR musste Stoph aus seinem Haus in der Waldsiedlung Wandlitz ausziehen. Es wurde bekannt, dass Stoph ein Jagdhaus inmitten eines Naturschutzgebietes am Ostufer der Müritz besaß, das 8,35 Millionen Mark gekostet hatte und an Größe alle Wochenendbehausungen der anderen Politbüromitglieder weit übertraf. Das komfortable Anwesen hatte neun Garagen und besaß eine eigens für ihn gegrabene zwei Kilometer lange Wasserstraße von der Müritz zum Specker See. Der für die Versorgung der Waldsiedlung verantwortliche MfS-Offizier Gerd Schmidt beschrieb zehn Jahre nach der Wende in seinen Memoiren ausführlich die Maßlosigkeit der aufwendigen, luxuriösen Lebensführung und die abgehobene Privilegienwirtschaft Stophs. Stoph hatte sich in der Nähe des Specker Sees einen eigenen ausgedehnten Familiensitz mit großen Obstplantagen und Gewächshäusern, mit Orangen-, Zitronen- und Mandarinenbäumchen errichten lassen, für die zusätzliches Wach- und Gartenpersonal beschäftigt werden musste.
Am 8. Dezember 1989 leitete der Generalstaatsanwalt der DDR gegen Stoph ein Ermittlungsverfahren unter dem Verdacht des Amtsmissbrauchs und der Korruption zum Schaden der Volkswirtschaft und zur persönlichen Bereicherung ein. Er nahm ihn am selben Tage in Untersuchungshaft. Nachdem Stoph im Februar 1990 aus gesundheitlichen Gründen entlassen worden war, versuchte er, Asyl in der Sowjetunion zu erhalten. Staatspräsident Michail Gorbatschow ließ ihm mitteilen, dass sein Wunsch zur Kenntnis genommen wurde, antwortete aber nicht.

### Anklage nach der Wiedervereinigung
Als im wiedervereinigten Deutschland die Justiz Ermittlungen wegen der Tötungen an der DDR-Grenze und den Todesopfern an der Berliner Mauer aufnahm, kam Stoph im Mai 1991 erneut in Untersuchungshaft, aus der er nach 15 Monaten freikam. Am 11. November 1992 eröffnete das Landgericht Berlin das Verfahren gegen Stoph, Honecker und Mielke. Stoph war beim Prozessauftakt krankheitsbedingt nicht zugegen. Das Gericht trennte Stophs Verfahren ab und stellte es im August 1993 wegen Verhandlungsunfähigkeit bis zu seiner Genesung ein, nachdem Sachverständige eine „schwere instabile Angina pectoris“ (Sauerstoffmangel im Herz) und depressive Angstzustände diagnostiziert hatten.
Am 10. Oktober 1994 entschied das Verwaltungsgericht Berlin, dass Stoph sein 1990 beschlagnahmtes Sparguthaben in Höhe von 200.000 DM nicht zurückerhalte.
Stoph starb am 13. April 1999 in Berlin und wurde in Wildau beigesetzt.

## Schriften
- Zur weiteren Entwicklung der sozialistischen Gesellschaft in der DDR. Reden und Aufsätze. Dietz-Verlag, Berlin 1974.
- Für das Erstarken unseres sozialistischen Staates. Ausgewählte Reden und Aufsätze. Dietz-Verlag, Berlin 1979.
- DDR – Staat des Sozialismus und des Friedens. Ausgewählte Reden und Aufsätze. Dietz-Verlag, Berlin 1984.
- Sozialismus und Frieden zum Wohle des Volkes. Ausgewählte Reden und Aufsätze. Dietz-Verlag, Berlin 1989, ISBN 3-320-01343-2.